# Kryzys polityczny w Nigrze

Położenie Nigru na mapie Afryki

Kryzys polityczny w Nigrze w 2009 – kryzys polityczny i konstytucyjny w Nigrze, spowodowany konfliktem między prezydentem Mamadou Tandją a władzą sądowniczą i ustawodawczą na temat trzyletniego wydłużenia rządów prezydenta i projektu zmiany konstytucji, znoszącej m.in. limit kadencji prezydenckich.
W maju i czerwcu 2009 prezydenckim planom zorganizowania referendum w sprawie zmiany konstytucji sprzeciwił się zarówno parlament, jak i Sąd Konstytucyjny, który uznał je za sprzeczne z prawem. Prezydent nie zrezygnował jednak z idei przedłużenia swoich rządów i pod koniec maja rozwiązał parlament, a miesiąc później ogłosił rozwiązanie rządu, Sądu Konstytucyjnego i wprowadzenie rządów bezpośrednich. W wyznaczonym na 4 sierpnia 2009 referendum, według oficjalnych wyników, ponad 92% głosujących opowiedziało się za możliwością wydłużenia kadencji prezydenta Tandji oraz zmianą konstytucji. 18 sierpnia 2009 poprawki do konstytucji weszły w życie. Wydarzeniom w Nigrze towarzyszyły masowe protesty społeczne i potępienie ze strony części społeczności międzynarodowej, która nałożyła na kraj stosowne sankcje.
Próby rozwiązania kryzysu podjęła się regionalna organizacja ECOWAS, która w grudniu 2009 doprowadziła do rozmów władz z opozycją. Nie przyniosły one jednak porozumienia i zostały zerwane w lutym 2010. Doprowadziło to do dalszego wzrostu napięć i przyczyniło się wybuchu wojskowego zamachu stanu.

## Plany zmian w konstytucji
W grudniu 1999 władzę w Nigrze przejął prezydent Mamadou Tandja, który wygrał wybory prezydenckie, zorganizowane po przeprowadzeniu w kraju zamachu stanu. Pięć lat później, w wyborach w 2004, odniósł zwycięstwo po raz drugi i zgodnie z konstytucją nie mógł ponownie ubiegać się o reelekcję w wyborach prezydenckich w 2009.
Propozycja zorganizowania referendum zmieniającego konstytucję pojawiła się po raz pierwszy w maju 2009. Jednak sam temat wydłużenia rządów prezydenta Tandji był poruszany wcześniej. W grudniu 2008 zwolennicy prezydenta rozpoczęli kampanię na rzecz przedłużenia jego władzy. Szybko zaktywizowali się również jego przeciwnicy, którzy w odpowiedzi zorganizowali marsze protestacyjne w Niamey. Konstytucja z 1999 zabraniała prezydentowi pełnienia funkcji przez więcej niż dwie kadencje (art. 36) oraz zakazywała zmiany tego przepisu w jakikolwiek sposób (art. 136). 11 marca 2009, w czasie wizyty prezydenta Francji Nicolasa Sarkozy’ego, Tandja zapewnił, że zamierza odejść z urzędu wraz z końcem drugiej kadencji w grudniu 2009.
W maju 2009, w czasie wizyty w Agadez, prezydent stwierdził jednak, że „naród domaga się od niego pozostania przy władzy”. W kolejnych dniach ogłosił plan zorganizowania referendum na temat zmiany obowiązującej konstytucji i utworzenia VI Republiki Nigru.
Planom prezydenta od razu sprzeciwiła się główna partia opozycyjna, PNDS pod wodzą Mahamadou Issoufou, a także główni koalicjanci partii rządzącej, ANDP pod wodzą Moumouni Adamou Djermakoye oraz CDS na czele z Mahamane Ousmane. Partie te, pomimo krytycznego stanowiska w sprawie referendum, pozostały jednak w koalicji.
25 maja 2009 Sąd Konstytucyjny, na którym ciążył obowiązek zaopiniowania projektu referendum (opinia niewiążąca), ogłosił, że referendum w sprawie zmiany konstytucji, dopuszczającej trzecią kadencję prezydenta, jest niezgodne z prawem i niekonstytucyjne. Sędziowie orzekli, że „prezydent nie może zmienić konstytucji bez złamania złożonej przysięgi”.
26 maja 2009, w kilkanaście godzin po orzeczeniu sądu, prezydent Tandja ogłosił rozwiązanie Zgromadzenia Narodowego. Zgodnie z konstytucją prezydent mógł raz na dwa lata rozwiązać parlament, lecz w ciągu następnych 3 miesięcy musiał zarządzić nowe wybory parlamentarne.

## Przejęcie pełni władzy wykonawczej

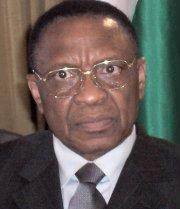
Zabiegający o wydłużenie rządów prezydent Mamadou Tandja

12 czerwca Sąd Konstytucyjny, odpowiadając na wniosek zgłoszony przez koalicję partii opozycyjnych, wydał wiążące i bezapelacyjne orzeczenie, w którym uznał sierpniowe referendum za niezgodne z prawem i sprzeciwił się jego przeprowadzeniu. 19 czerwca Niezależna Narodowa Komisja Wyborcza wyznaczyła datę wcześniejszych wyborów parlamentarnych na 20 sierpnia i zakazała organizacji referendum do tego czasu.
21 czerwca 2009 prezydent Tandja ogłosił, że uszanuje postanowienia Sądu Konstytucyjnego i komisji wyborczej oraz zawiesi plany zmiany konstytucji do czasu wyborów parlamentarnych. Jednak już 24 czerwca wezwał Sąd Konstytucyjny do anulowania jego orzeczenia, zarzucając mu przekroczenie swoich kompetencji. W odpowiedzi, następnego dnia wyjście z koalicji rządowej ogłosiła partia CDS (Konwencja Demokratyczna i Społeczna).
26 czerwca 2009 Mamadou Tandja ogłosił rozwiązanie rządu i przejęcie nadzwyczajnych uprawnień wykonawczych, w tym wprowadzenie rządów za pomocą dekretów. W praktyce pozwalało mu to na samodzielnie zarządzenie przeprowadzenia referendum. Następnego dnia lider opozycji, Mahamadou Issoufou, oskarżył prezydenta o przeprowadzenie zamachu stanu i wezwał cały naród do wyrażenia sprzeciwu, zgodnie z art. 13. konstytucji, który upoważniał obywateli do zignorowania „ewidentnie bezprawnych decyzji” władz.
29 czerwca 2009 prezydent ogłosił rozwiązanie Sądu Konstytucyjnego i zawieszenie trzech artykułów konstytucji odnoszących się do jego funkcjonowania i kompetencji. Najwyższa Rada ds. Komunikacji zawiesiła nadawanie telewizji Dounia TV z powodu transmitowania przez nią audycji wzywających do działań przeciw służbom bezpieczeństwa. Telewizja ta wyemitowała wcześniej oświadczenie lidera opozycji Maahamadou Issoufou. 3 lipca 2009 prezydent Tandja mianował nowy skład Sądu Konstytucyjnego.

## Protesty społeczne
W maju i w czerwcu 2009 przez Niger przetoczyła się fala masowych protestów społecznych i strajków. 10 maja w stolicy, Niamey, miała miejsce 10-tysięczna manifestacja przeciwko referendum i zniesieniu limitu kadencji prezydenta. W demonstracjach brali udział główni politycy opozycji, w tym były premier Hama Amadou. W czasie jednej z manifestacji 14 czerwca 2009 na atak serca zmarł lider partii ANDP Moumouni Adamou Djermakoye.
Pod koniec maja 20 partii politycznych i organizacji społecznych, sprzeciwiających się zmianie konstytucji, uformowało obywatelską koalicję Front Obrony Demokracji (FDD). 20 tysięcy osób wyszło wówczas na ulice, by zaprotestować przeciw planom prezydenta.
1 czerwca 2009 doszło do eskalacji napięcia w kraju. Służby bezpieczeństwa użyły gazu łzawiącego przeciw ludności protestującej przeciwko planom prezydenta w mieście Dosso, 140 km na zachód od Niamey. Protestujący podłożyli ogień pod pojazdy w mieście oraz zniszczyli drzwi i okna wielu budynków. Związki zawodowe wezwały prezydenta do rezygnacji z planów zmiany konstytucji. 25 czerwca 2009 rozpoczął się ogólnonarodowy strajk, w którym wzięli udział pracownicy sektora bankowego, finansowego, służby zdrowia oraz pracownicy lotniska. 1 lipca w Niamey rozpoczął się kolejny strajk, do którego przystąpili pracownicy administracji i właściciele sklepów. W mieście wzmocniona została obecność służb porządkowych, szczególnie wokół głównego rynku w stolicy. 13 lipca strajk rozpoczęli prawnicy. Zdecydowali się oni na złożenie tog, by wyrazić solidarność z rozwiązanym Sądem Konstytucyjnym.
15 lipca 2009, w Niamey, około 100 kobiet zostało rozpędzonych przez siły bezpieczeństwa przy użyciu pałek i gazu łzawiącego podczas protestu przeciw planowanemu referendum. Kobiety, należące do Frontu Obrony Demokracji, protestowały przed budynkiem rozwiązanego Sądu Konstytucyjnego.
Prezydent Tandja i jego zwolennicy argumentowali, że potrzebuje on czasu na dokończenie narodowych projektów – budowę wielkiej kopalni uranu, rafinerii naftowej oraz tamy na rzece Niger.

## Referendum i zmiana konstytucji
| Przebieg wydarzeń                | Przebieg wydarzeń |
| -------------------------------- | --- |
| 8 maja 2009                      | Ogłoszenie przez prezydenta Mamadou Tandję planów wydłużenia swoich rządów i organizacji referendum konstytucyjnego. |
| 25 maja 2009                     | Uznanie przez Sąd Konstytucyjny zniesienia limitu kadencji prezydenckich za niezgodne z prawem.                      |
| 26 maja 2009                     | Rozwiązanie przez prezydenta parlamentu.                                                                             |
| 12 czerwca 2009                  | Uznanie przez Sąd Konstytucyjny referendum o zmianie konstytucji za niezgodne z prawem.                              |
| 26 czerwca 2009                  | Rozwiązanie rządu i przejęcie nadzwyczajnych uprawnień wykonawczych przez prezydenta Mamadou Tandję.                 |
| 29 czerwca 2009                  | Rozwiązanie przez prezydenta Sądu Konstytucyjnego.                                                                   |
| 4 sierpnia 2009                  | Referendum zatwierdzające wydłużenie władzy prezydenta o trzy lata i wyrażające zgodę na zmianę konstytucji.         |
| 18 sierpnia 2009                 | Wejście w życie poprawek do konstytucji.                                                                             |
| 20 października 2009             | Zawieszenie członkostwa Nigru w ECOWAS.                                                                              |
| 21 grudnia 2009 – 12 lutego 2010 | Bezowocne rozmowy negocjacyjne władz i opozycji pod egidą ECOWAS.                                                    |
| 18 lutego 2010                   | Zamach stanu: obalenie Mamadou Tandji                                                                                |

5 czerwca Rada Ministrów przyjęła projekt organizacji referendum, wyznaczając jego datę na 4 sierpnia 2009. Kampania referendalna trwała od 13 lipca do 2 sierpnia. W referendum obywatele zostali zapytani o zgodę na przyjęcie projektu zmiany konstytucji. Według jego głównych założeń, obecny mandat prezydenta mógłby zostać przedłużony o trzy lata. W tym przejściowym okresie miał zostać opracowany projekt nowej konstytucji, która zmieniałaby system rządów z półprezydenckiego na prezydencki oraz znosiłaby limit kadencji prezydenta.
Opozycja wezwała do zbojkotowania głosowania. 4 sierpnia 2009, w dniu referendum, prezydent Tandja oświadczył, że jest to wielki dzień, w którym spełniły się nasze życzenia. W stolicy głosowanie przebiegło w dość spokojnej atmosferze, przy wzmocnionej obecności służb bezpieczeństwa. Do starć ze służbami doszło w mieści Illela, kiedy przeciwnicy prezydenta próbowali zablokować dostęp do lokali wyborczych oraz w mieście Dosso, w którym przeprowadzono antyprezydencki protest.
7 sierpnia 2009 komisja wyborcza ogłosiła oficjalne wyniki referendum, według których projekt zmiany konstytucji poparło 92,5% głosujących, przy frekwencji wynoszącej 68,26%. Opozycja odrzuciła oficjalne wyniki, twierdząc, że prawdziwa frekwencja wynosiła mniej niż 5%. 8 sierpnia przywódca opozycji Mahamadou Issoufou zapowiedział walkę w obronie starej konstytucji z 1999, sprzeciwiając się „zamachowi stanu” dokonanemu przez prezydenta.
14 sierpnia 2009 Sąd Konstytucyjny ostatecznie zatwierdził wyniki referendum. 18 sierpnia 2009, po złożeniu podpisu przez prezydenta, poprawki do konstytucji weszły w życie. Wydłużały one kadencję Tandji, dopuszczały możliwość powtórnej reelekcji w przyszłości oraz wzmacniały władzę prezydenta, czyniąc go „jedynym posiadaczem władzy wykonawczej”, dowódcą armii oraz osobą odpowiedzialną za mianowanie szefa rządu i posiadającą całkowitą kontrolę nad gabinetem.
18 sierpnia 2009 do dymisji podał się gabinet premiera Seyni Oumarou. Nazajutrz prezydent Tandja ponownie mianował Oumarou na stanowisko szefa rządu oraz powołał nowy gabinet w niezmienionym składzie. Gabinet ten, choć identyczny, po wprowadzeniu zmian do konstytucji, utracił część swych uprawnień na rzecz prezydenta. 20 sierpnia 2009 prezydent wyznaczył nową datę wyborów parlamentarnych na 20 października 2009.
22 sierpnia 2009 opozycja, pomimo zakazu, zorganizowała w Niamey protest przeciw wprowadzeniem zmian do konstytucji. Policja do rozpędzenia demonstrantów użyła gazu łzawiącego, aresztowanych i rannych zostało kilkanaście osób.

## Reakcja międzynarodowa
- ONZ – sekretarz generalny ONZ Ban Ki-moon oświadczył, że działania nigerskich władz poważnie utrudniły pełnienie funkcji gwarantów rządów prawa przez krajowe instytucje demokratyczne i Sąd Konstytucyjny[20].
- ECOWAS – ECOWAS 18 maja 2009 oświadczyła, że może ukarać Niger sankcjami gospodarczymi, jeśli ten podejmie niedemokratyczne kroki w sprawie organizacji referendum. Zagroziła także zawieszeniem członkostwa kraju w organizacji w przypadku naruszenia zasad demokratycznych[42]. 22 czerwca 2009, w czasie szczytu w Abudży, plany referendalne prezydenta Tandji były jednym z głównych tematów obrad. Przedstawiciele ECOWAS oświadczyli, że nigerski prezydent stara się utrzymać władzę w sposób niedemokratyczny[43]. 17 października 2009, w czasie specjalnego szczytu w Abudży poświęconego sytuacji w Nigrze i sytuacji w Gwinei, państwa ECOWAS zakazały prezydentowi Tandji startu w przyszłych wyborach[44] oraz wezwały go do odłożenia terminu wyborów parlamentarnych w celu podjęcia dialogu z opozycją. 18 października w tym celu do Nigru udała się delegacja ECOWAS na czele z prezydent Liberii Ellen Johnson-Sirleaf. Wskutek odmowy prezydenta Tandji, 20 października 2009 ECOWAS zawiesiła Niger w członkostwie i wezwała Unię Afrykańską do nałożenia na ten kraj sankcji[45][46]. 22 grudnia 2009 ECOWAS ogłosiła, że mandat prezydenta wygasł i w związku z tym nie uznaje dłużej Mamadou Tandji za prezydenta Nigru[47][48].
- UE – na początku czerwca 2009 UE oświadczyła, że działania prezydenta Tandji wzbudzają poważne wątpliwości co do wysokości pomocy finansowej przeznaczanej przez UE Nigrowi[20]. 13 lipca UE zadecydowała o wstrzymaniu przekazania transzy pomocy finansowej dla Nigru[27]. 3 listopada 2009 UE dała władzom Nigru miesiąc na podjęcie rozmów z opozycją, grożąc sankcjami, w tym całkowitym zawieszeniem współpracy. W piśmie, podpisanym przez przewodniczącego Komisji Europejskiej José Manuela Barroso i ministra spraw zagranicznych sprawującej przewodnictwo Szwecji Carla Bildta, UE wyraziła głębokie zaniepokojenie sytuacją polityczną w tym kraju i wezwała do przywrócenia porządku konstytucyjnego w możliwie najszybszym czasie[49].
- Francja – Francja potępiła wielokrotne ataki na demokrację prezydenta Tandji[50]. Po referendum konstytucyjnym wezwała Niger do podjęcia dialogu z wszystkimi siłami politycznymi i szybkiego przywrócenia ram konstytucyjnych i demokratycznych. Rzecznik francuskiego MSZ stwierdził, że Paryż będzie z uwagą przyglądał się nadchodzącym wyborom parlamentarnym, które powinny być przejrzyste, uczciwe, demokratyczne[51].
- Stany Zjednoczone – w czerwcu 2009 USA ostrzegły Niger przed organizowaniem referendum i stwierdziły, że byłoby ono krokiem wstecz dla demokracji[23]. 23 grudnia 2009 Stany Zjednoczone wyłączyły na rok Niger (oraz Gwineę i Madagaskar) ze swojego gospodarczego programu pomocowego dla Afryki (Africa Growth and Opportunity Act) z powodu niespełnienia jego kryteriów. Prezydent Barack Obama zaapelował do tych krajów o wprowadzenie rządów prawa i politycznego pluralizmu, eliminacji barier handlowych z USA oraz podjęcie wysiłków na rzecz walki z korupcją[52]. Wartość zawieszonej pomocy wynosiła około 27 mln USD. Dodatkowo USA wprowadziły zakaz wjazdu na ich terytorium dla nigerskich władz[53].
- – plany zorganizowania referendum skrytykowała również Kanada[11].

## Próba zakończenia kryzysu
Kryzys polityczny w Nigrze został jeszcze bardziej pogłębiony na skutek przeprowadzenia w kraju wyborów parlamentarnych w dniu 20 października 2009, pomimo sprzeciwów ze strony opozycji i społeczności międzynarodowej. Główne partie opozycyjne zbojkotowały głosowanie i oskarżyły prezydenta o przejmowanie dożywotniej władzy i stwarzanie pozorów demokracji. Wybory zostały również skrytykowane przez regionalne organizacje międzyrządowe. Zwycięstwo odniosła prezydencka partia MNSD-Nassara, która zdobyła większość miejsc w Zgromadzeniu Narodowym.

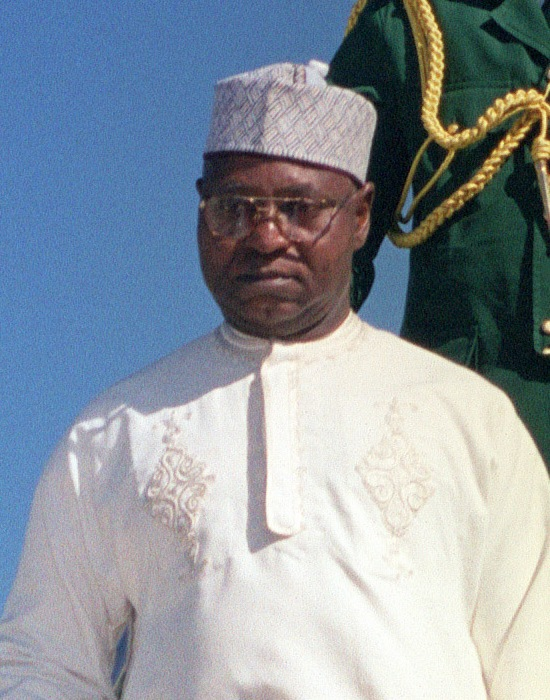
Abdulsalami Abubakar, mediator w kryzysie z ramienia ECOWAS

W listopadzie 2009 ECOWAS wezwała władze Nigru do podjęcia rozmów z opozycją w celu znalezienia wyjścia z kryzysu. W tym celu mediatorem w tej sprawie mianowała byłego wojskowego przywódcę Nigerii Abdulsalamiego Abubakara. 20 listopada 2009 Abubakar odbył spotkanie z prezydentem Tandją. Równocześnie z rozpoczęciem procesu politycznego, w kraju dochodziło do licznych protestów społecznych. 22 listopada 2009 tysiące mieszkańców zorganizowało antyrządową manifestację w Niamey, domagając się ustąpienia prezydenta. Do ponownych demonstracji doszło 13 grudnia 2009, natomiast dwa później manifestację poparcia dla prezydenta zorganizowali jego zwolennicy.
21 grudnia 2009 w Niamey rozpoczęły długo oczekiwane rozmowy władz i opozycji pod egidą ECOWAS. Były one kilkakrotnie przerywane i przekładane. Delegaci dwóch stron przedstawili na piśmie swoje propozycje wyjścia z kryzysu, po czym Abubakar przedstawił im własny projekt porozumienia. Negocjacje okazały się jednak bezowocne i 11 lutego 2010 zostały zawieszone. Strony nie zdołały się porozumieć w kwestii przyjęcia proponowanego planu. Plan Abubakara zakładał utrzymanie przez prezydenta Tandję stanowiska szefa państwa w tzw. okresie przejściowym i utworzenie nowego rządu na czele z premierem pochodzącym z szeregów opozycji. W okresie tym miała zostać opracowana nowa konstytucja i miały zostać przygotowane nowe wybory prezydenckie i parlamentarne. Propozycje te odrzuciła strona prezydencka, która przedstawiła własne rozwiązania. Strona opozycyjna zaakceptowała treść projektu i skrytykowała postawę władz, które jej zdaniem zupełnie nie miały zamiaru osiągnąć porozumienia. Abdulsalami Abubakar obiecał kontynuację rozmów w przyszłości, nie podając jednak żadnych konkretnych terminów.
15 lutego 2010 w Niamey ponad 10 tysięcy osób protestowało przeciw prezydentowi Tandji, żądając uchylenia zmian w konstytucji i przywrócenia zasad demokracji. Demonstranci, wspólnie z opozycją, obarczyli prezydenta odpowiedzialnością za porażkę rozmów mediacyjnych. Opozycja uznała jego postawę za „niebezpieczną dla kraju” i wezwała wszystkich obywateli do dalszej moblizacji. 17 lutego 2010 ECOWAS nowym miediatorem uczyniła prezydenta Senegalu Abdoulaye’a Wade.
Kryzys polityczny w Nigrze nie został rozwiązany. Porażka rozmów negocjacyjnych i dalszy wzrost niezadowolenia społeczeństwa z polityki prezydenta doprowadziły do wybuchu zamach stanu w tym kraju. 18 lutego 2010 wojsko pod dowództwem Adamou Harouny zajęło pałac prezydencki i obaliło prezydenta Mamadou Tandję. Władzę w kraju przejęła junta wojskowa, Rada Najwyższa na rzecz Przywrócenia Demokracji (CSRD), na czele z Salou Djibo.